# Eyðun Elttør

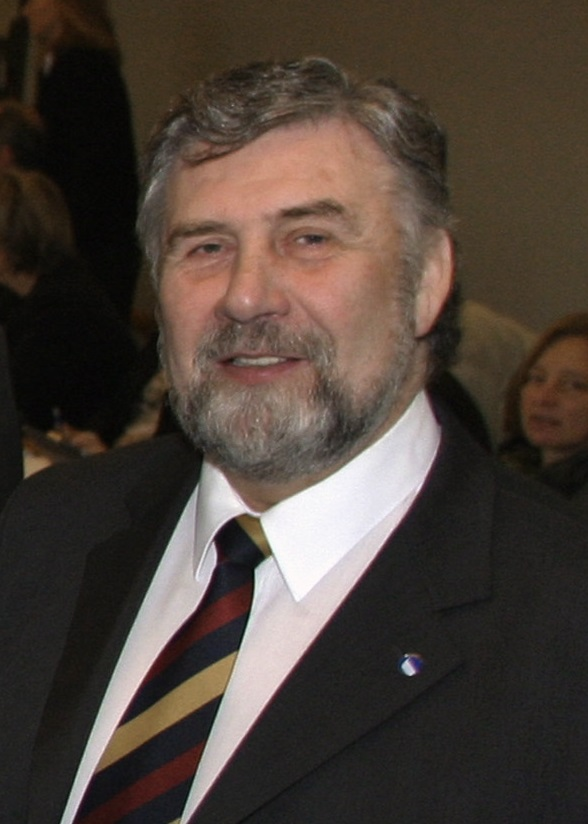
Eyðun Elttør

Eyðun Elttør (* 23. März 1941 in Klaksvík, Färöer) ist ein ehemaliger färöischer Maschinenmeister sowie früherer Politiker des Sjálvstýrisflokkurin, der Minister in der Landesregierung der Färöer und Vorsitzender seiner Partei war.
Eyðun Elttør war von Mai 1998 bis Februar 2004 Minister für Öl und Umwelt in der Landesregierung Anfinn Kallsberg I (1998–2002) und in der Landesregierung Anfinn Kallsberg II (2002–2004).
Als Sámal Petur í Grund am 10. November 2001 zum neuen Parteivorsitzenden des Sjálvstýrisflokkurin gewählt wurde, erhielt Eyðun Elttør den Posten des Stellvertreters. Gut zwei Wochen später, am 27. November, gab Sámal Petur í Grund den Parteivorsitz an seinen Stellvertreter ab. Eyðun Elttør blieb bis 2003 Vorsitzender des Sjálvstýrisflokkurin. Nachfolger wurde Kári P. Højgaard.
Eyðun Elttør bemühte sich darüber hinaus dreimal (2002, 2004 und 2008) darum als Abgeordneter des Sjálvstýrisflokkurin ins färöische Parlament (Løgting) zu kommen, wurde aber nicht gewählt.

## Familie
Die Eltern von Eyðun Elttør sind Ella und Eli Elttør aus Klaksvík. Er lebt in Klaksvík.